# Libidoclaea granaria
Libidoclaea granaria is een krabbensoort uit de familie van de Epialtidae. De wetenschappelijke naam van de soort is voor het eerst geldig gepubliceerd in 1842 door H. Milne Edwards & Lucas.